# Світова класика бейсболу 2006
Світова класика бейсболу 2006 — перший бейсбольний турнір між національними збірними країн з участю гравців Вищої ліги бейсболу. Пройшов з 3 по 20 березня 2006 року на стадіонах міст Токіо (Японія), Сан-Хуан (Пуерто-Рико), Лейк Буена Віста, Фінікс, Скоттсдейл, Анагайм і Сан-Дієго (США). Турнір організовувала Вища ліга бейсболу з дозволу Міжнародної федерації бейсболу (IBAF). Чемпіоном стала збірна Японії, обігравши у фінальному матчі збірну Куби – 10-6.

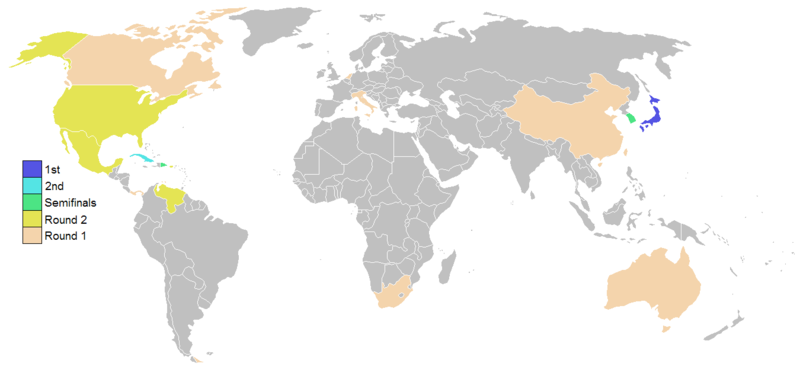
Мапа збірних-учасників турніру

## Формат
В першому раунді Світової класики 16 команд грали в чотирьох групах за круговою системою. Дві кращі команди з кожної групи виходили до другого раунду, який проходив також за круговою системою. Команди з груп А і B утворювали Групу 1 у другому раунді, а команди з груп C і D – Групу 2. Очки зароблені в першому раунді в другому не враховувалися. Дві перші команди обох груп виходили у заключну плей-офф стадію, у якій в півфіналах між собою грали команди з однієї групи. За такої схеми, збірні Японії і Кореї зіграли між собою три матчі протягом турніру.
Якщо команди в групі набирали однакову кількість перемог, для визначення кращої команди застосовувалися наступні чинники в такому порядку:
- Кількість перемог у матчах між командами, що мають рівну кількість перемог;
- Найменший показник дозволених ранів на 9 інінґів у матчах між командами, що мають рівну кількість перемог;
- Найменший показник ERA у матчах між командами, що мають рівну кількість перемог;
- Найкращий середній показник відбивання у матчах між командами, що мають рівну кількість перемог;
- Жереб.

Двічі на груповій стадії для визначення команди, яка вибуває з турніру, було необхідно застосувати показники кількості ранів. У першому раунді збірна Канади, хоча й мала 2 перемоги, вибула через крупну поразку від збірної Мексики. У другому раунді збірній Японії вдалося вийти до півфіналу, хоча вона мала лише одну перемогу, завдяки тому, що Японія крупно перемогла Мексику і програла збірній Кореї з меншим рахунком, ніж збірна США.

### Додаткові правила гри
На турнірі було запроваджено декілька правил, що відрізнялися від діючих правил гри ВЛБ. Зокрема, обмежувалася кількість виконаних подач в одному матчі для пітчера – 65 в матчах першого раунду, 80 в матчах другого раунду і 90 у матчах фінального раунду. Пітчеру дозволялося перевищити цей ліміт лише у випадку, коли максимальна кількість досягнута, проте бетер-суперник все ще знаходиться на відбиванні. Після того, як бетер вибитий або став ранером, пітчер повинен бути замінений. Якщо пітчер в одному матчі виконав більше 30 подач, він не мав права подавати наступного дня. Якщо ж одному матчі він виконав більше 50 подач, він не мав грати як пітчер протягом чотирьох наступних днів.
У матчах першого та другого раундів діяло правило «милосердя», за яким матч припинявся якщо одна команда перемагає з відривом у 15 ранів після 5 інінґів або у 10 ранів після 7 інінґів. В усіх матчах застосовувалося правило визначеного хітера.

### Розподіл на групи
Для першого в історії турніру Світової бейсбольної класики організатори відбирали збірні команди тих країн, які на їхню думку, є «найсильнішими бейсбольними збірними і забезпечують, щоб на змаганні було всесвітнє представництво». Кваліфікаційні змагання не проводилися. Розподіл на групи зроблено на розсуд організаторів з урахуванням «географічного та змагального балансу».
| Група A           | Група B | Група C     | Група D                  |
| ----------------- | ------- | ----------- | ------------------------ |
| КНР               | Канада  | Куба        | Австралія                |
| Китайський Тайбей | Мексика | Нідерланди  | Домініканська Республіка |
| Японія            | ПАР     | Панама      | Італія                   |
| Південна Корея    | США     | Пуерто-Рико | Венесуела                |

## Склади команд
Кожна збірна учасник повинна була надати склад команди з 28 гравців, у якому мало бути не менше 13 пітчерів і двох кетчерів.
Загалом у складах команд було 180 гравців з ВЛБ. Головними фаворитами вважалися збірні США, Домініканської республіки і Венесуели, що були складені повністю або майже повністю з «зірок» ВЛБ. Але у фіналі грали команди, в яких було лише 2 гравці з ВЛБ на двох (Японія–2, Куба – жодного).
Збірна Італії заявила багатьох італоамериканців другого покоління з ВЛБ та нижчих ліг.

## Стадіони
Для проведення матчів турніру було залучено 7 стадіонів.

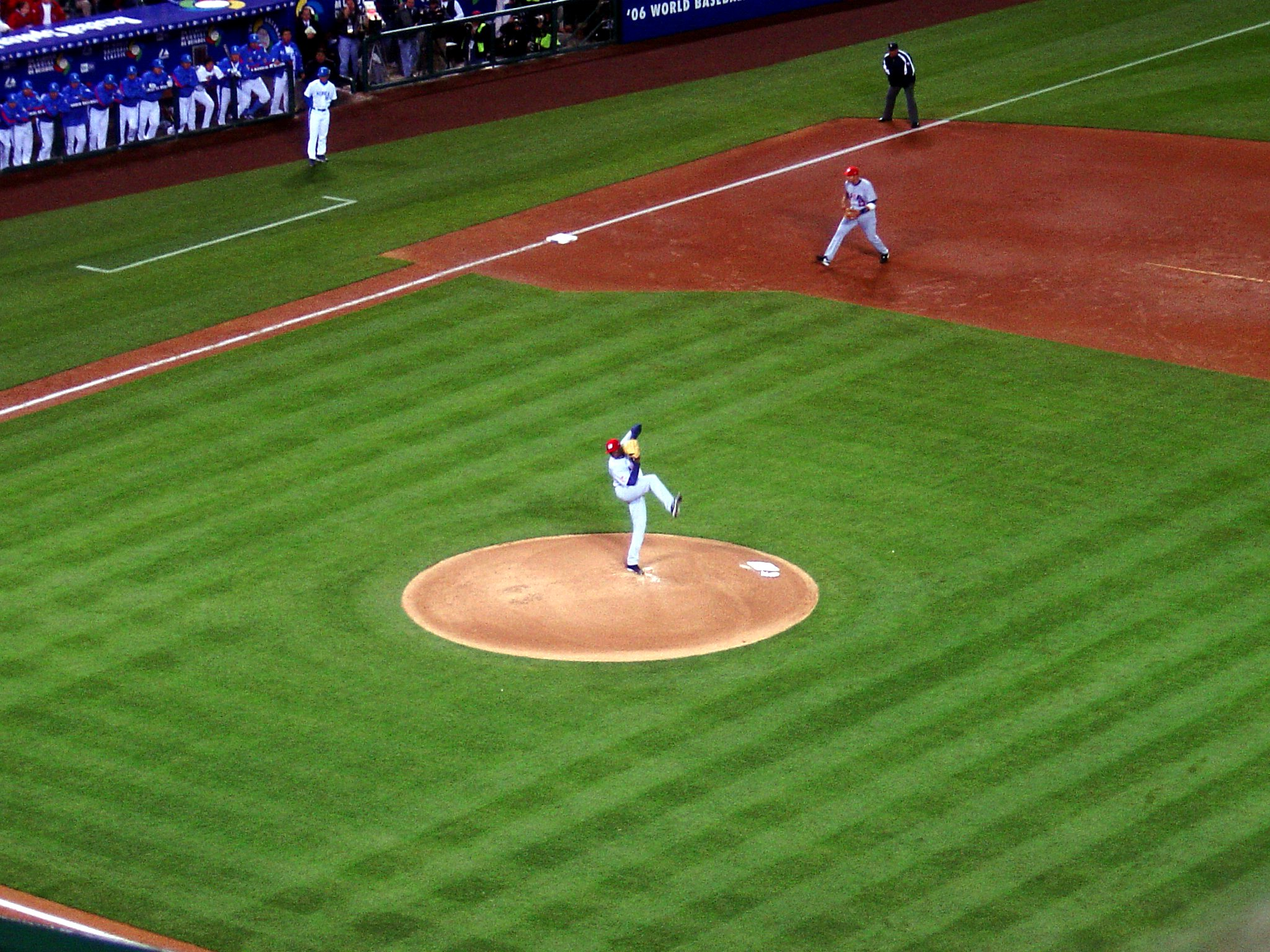
Матч 13 березня 2006 року на «Angel Stadium» (Анагайм, США)

| Група A          | Група B          | Група B            | Групи C і 2            |
| ---------------- | ---------------- | ------------------ | ---------------------- |
| Токіо (Японія)   | Фінікс (США)     | Скоттсдейл (США)   | Сан-Хуан (Пуерто-Рико) |
| Токіо Доум       | Чейз Філд        | Скоттсдейл Стедіум | Hiram Bithorn Stadium  |
| Місткість: 42000 | Місткість: 49033 | Місткість: 8500    | Місткість: 18264       |
|                  |                  |                    |                        |

| Група D                | Група 1          | Півфінали і фінал |
| ---------------------- | ---------------- | ----------------- |
| Лейк Буена Віста (США) | Анагайм (США)    | Сан-Дієго (США)   |
| Крекер Джек Стедіум    | Ейнджел Стедіум  | Петко Парк        |
| Місткість: 9500        | Місткість: 45037 | Місткість: 42445  |
|                        |                  |                   |

## Перший раунд

### Група A
|                |       |                  |                   |           |                   |    |            |         |
| Дата           | Час   | Місце проведення |                   | Результат |                   | Ін | Тривалість | Глядачі |
| 3 березня 2006 | 11:30 | Токіо Доум       | Південна Корея    | 2:0       | Китайський Тайбей |    | 3:19       | 5193    |
| 3 березня 2006 | 18:30 | Токіо Доум       | Японія            | 18:2      | КНР               | 8  | 3:04       | 15869   |
| 4 березня 2006 | 11:00 | Токіо Доум       | КНР               | 1:10      | Південна Корея    |    | 2:52       | 3925    |
| 4 березня 2006 | 18:00 | Токіо Доум       | Японія            | 14:3      | Китайський Тайбей | 7  | 3:10       | 31047   |
| 5 березня 2006 | 11:00 | Токіо Доум       | Китайський Тайбей | 12:3      | КНР               |    | 3:31       | 4577    |
| 5 березня 2006 | 18:00 | Токіо Доум       | Південна Корея    | 3:2       | Японія            |    | 3:02       | 40353   |
|                |       |                  |                   |           |                   |    |            |         |

| М | Команда           | В | П | HTH | Р | ІП | Р/9 |
| - | ----------------- | - | - | --- | - | -- | --- |
| 1 | Південна Корея    | 3 | 0 | −   | − | −  | −   |
| 2 | Японія            | 2 | 1 | −   | − | −  | −   |
| 3 | Китайський Тайбей | 1 | 2 | −   | − | −  | −   |
| 4 | КНР               | 0 | 3 | −   | − | −  | −   |

### Група B
|                 |       |                    |         |           |         |    |            |         |
| Дата            | Час   | Місце проведення   |         | Результат |         | Ін | Тривалість | Глядачі |
| 7 березня 2006  | 14:00 | Чейз Філд          | Мексика | 0:2       | США     |    | 2:02       | 32727   |
| 7 березня 2006  | 19:00 | Скоттсдейл Стедіум | Канада  | 11:8      | ПАР     |    | 3:38       | 5829    |
| 8 березня 2006  | 14:00 | Чейз Філд          | Канада  | 8:6       | США     |    | 3:02       | 16993   |
| 8 березня 2006  | 19:00 | Скоттсдейл Стедіум | ПАР     | 4:10      | Мексика |    | 3:17       | 7937    |
| 9 березня 2006  | 11:00 | Чейз Філд          | Мексика | 9:1       | Канада  |    | 3:00       | 15744   |
| 10 березня 2006 | 13:00 | Скоттсдейл Стедіум | США     | 17:0      | ПАР     | 5  | 1:47       | 11:975  |
|                 |       |                    |         |           |         |    |            |         |

| М | Команда | В | П | HTH | Р  | ІП   | Р/9  |
| - | ------- | - | - | --- | -- | ---- | ---- |
| 1 | Мексика | 2 | 1 | 1–1 | 3  | 17.0 | 1.59 |
| 2 | США     | 2 | 1 | 1–1 | 8  | 18.0 | 4.00 |
| 3 | Канада  | 2 | 1 | 1–1 | 15 | 18.0 | 7.50 |
| 4 | ПАР     | 0 | 3 | −   | −  | −    | −    |

Визначення кращої команди за рівної кількості перемог: H-T-H − матчі між собою, Р − пропущені рани у матчах між собою, ІП − кількість інінґів зіграних на подачі у матчах між собою, Р/9 − показник (Р*9)/ІП.

### Група C
|                 |       |                       |             |           |             |    |            |         |
| Дата            | Час   | Місце проведення      |             | Результат |             | Ін | Тривалість | Глядачі |
| 7 березня 2006  | 20:00 | Hiram Bithorn Stadium | Панама      | 1:2       | Пуерто-Рико |    | 2:47       | 19043   |
| 8 березня 2006  | 14:00 | Hiram Bithorn Stadium | Куба        | 8:6       | Панама      | 11 | 4:11       | 6129    |
| 8 березня 2006  | 20:30 | Hiram Bithorn Stadium | Пуерто-Рико | 8:3       | Нідерланди  |    | 3:29       | 15570   |
| 9 березня 2006  | 20:00 | Hiram Bithorn Stadium | Куба        | 11:2      | Нідерланди  |    | 3:19       | 7657    |
| 10 березня 2006 | 14:00 | Hiram Bithorn Stadium | Нідерланди  | 10:0      | Панама      | 7  | 2:18       | 6337    |
| 10 березня 2006 | 20:30 | Hiram Bithorn Stadium | Пуерто-Рико | 12:2      | Куба        | 7  | 3:01       | 19736   |
|                 |       |                       |             |           |             |    |            |         |

| М | Команда     | В | П | HTH | Р | ІП | Р/9 |
| - | ----------- | - | - | --- | - | -- | --- |
| 1 | Пуерто-Рико | 3 | 0 | −   | − | −  | −   |
| 2 | Куба        | 2 | 1 | −   | − | −  | −   |
| 3 | Нідерланди  | 1 | 2 | −   | − | −  | −   |
| 4 | Панама      | 0 | 3 | −   | − | −  | −   |

### Група D
|                 |       |                     |                          |           |                          |    |            |         |
| Дата            | Час   | Місце проведення    |                          | Результат |                          | Ін | Тривалість | Глядачі |
| 7 березня 2006  | 13:00 | Крекер Джек Стедіум | Домініканська Республіка | 11:5      | Венесуела                |    | 3:16       | 10645   |
| 7 березня 2006  | 20:00 | Крекер Джек Стедіум | Австралія                | 0:10      | Італія                   | 7  | 2:16       | 8099    |
| 8 березня 2006  | 19:00 | Крекер Джек Стедіум | Італія                   | 0:6       | Венесуела                |    | 2:48       | 10101   |
| 9 березня 2006  | 13:00 | Крекер Джек Стедіум | Італія                   | 3:8       | Домініканська Республіка |    | 2:39       | 9949    |
| 9 березня 2006  | 20:00 | Крекер Джек Стедіум | Венесуела                | 2:0       | Австралія                |    | 2:45       | 10111   |
| 10 березня 2006 | 19:00 | Крекер Джек Стедіум | Австралія                | 4:6       | Домініканська Республіка |    | 2:52       | 11083   |
|                 |       |                     |                          |           |                          |    |            |         |

| М | Команда                  | В | П | HTH | Р | ІП | Р/9 |
| - | ------------------------ | - | - | --- | - | -- | --- |
| 1 | Домініканська Республіка | 3 | 0 | −   | − | −  | −   |
| 2 | Венесуела                | 2 | 1 | −   | − | −  | −   |
| 3 | Італія                   | 1 | 2 | −   | − | −  | −   |
| 4 | Австралія                | 0 | 3 | −   | − | −  | −   |

## Другий раунд

### Група 1
|                 |       |                  |                |           |                |    |            |         |
| Дата            | Час   | Місце проведення |                | Результат |                | Ін | Тривалість | Глядачі |
| 12 березня 2006 | 13:00 | Ейнджел Стедіум  | Японія         | 3:4       | США            |    | 3:09       | 32896   |
| 12 березня 2006 | 20:00 | Ейнджел Стедіум  | Мексика        | 1:2       | Південна Корея |    | 2:57       | 42979   |
| 13 березня 2006 | 19:00 | Ейнджел Стедіум  | США            | 3:7       | Південна Корея |    | 3:27       | 21288   |
| 14 березня 2006 | 16:00 | Ейнджел Стедіум  | Японія         | 6:1       | Мексика        |    | 2:36       | 16591   |
| 15 березня 2006 | 19:00 | Ейнджел Стедіум  | Південна Корея | 2:1       | Японія         |    | 2:44       | 39679   |
| 16 березня 2006 | 16:30 | Ейнджел Стедіум  | США            | 1:2       | Мексика        |    | 2:50       | 38284   |
|                 |       |                  |                |           |                |    |            |         |

| М | Команда        | В | П | HTH | Р | ІП   | Р/9  |
| - | -------------- | - | - | --- | - | ---- | ---- |
| 1 | Південна Корея | 3 | 0 | −   | − | −    | −    |
| 2 | Японія         | 1 | 2 | 1–1 | 5 | 17.2 | 2.55 |
| 3 | США            | 1 | 2 | 1–1 | 5 | 17.0 | 2.65 |
| 4 | Мексика        | 1 | 2 | 1–1 | 7 | 18.0 | 3.50 |

Визначення кращої команди за рівної кількості перемог: H-T-H − матчі між собою, Р − пропущені рани у матчах між собою, ІП − кількість інінґів зіграних на подачі, Р/9 − показник (Р*9)/ІП.

### Група 2
|                 |       |                       |                          |           |                          |    |            |         |
| Дата            | Час   | Місце проведення      |                          | Результат |                          | Ін | Тривалість | Глядачі |
| 12 березня 2006 | 14:00 | Hiram Bithorn Stadium | Куба                     | 7:2       | Венесуела                |    | 2:56       | 13697   |
| 12 березня 2006 | 21:00 | Hiram Bithorn Stadium | Пуерто-Рико              | 7:1       | Домініканська Республіка |    | 3:01       | 19692   |
| 13 березня 2006 | 14:00 | Hiram Bithorn Stadium | Домініканська Республіка | 7:3       | Куба                     |    | 3:48       | 6594    |
| 13 березня 2006 | 20:00 | Hiram Bithorn Stadium | Венесуела                | 6:0       | Пуерто-Рико              |    | 3:09       | 19400   |
| 14 березня 2006 | 12:00 | Hiram Bithorn Stadium | Венесуела                | 1:2       | Домініканська Республіка |    | 3:02       | 13007   |
| 10 березня 2006 | 20:30 | Hiram Bithorn Stadium | Куба                     | 4:3       | Пуерто-Рико              |    | 3:56       | 19773   |
|                 |       |                       |                          |           |                          |    |            |         |

| М | Команда                  | В | П | HTH | Р | ІП | Р/9 |
| - | ------------------------ | - | - | --- | - | -- | --- |
| 1 | Домініканська Республіка | 2 | 1 | 1–0 | − | −  | −   |
| 2 | Куба                     | 2 | 1 | 0–1 | − | −  | −   |
| 3 | Венесуела                | 1 | 2 | 1–0 | − | −  | −   |
| 4 | Пуерто-Рико              | 1 | 2 | 0–1 | − | −  | −   |

Визначення кращої команди за рівної кількості перемог: H-T-H − матчі між собою, Р − пропущені рани у матчах між собою, ІП − кількість інінґів зіграних на подачі, Р/9 − показник (Р*9)/ІП.

## Фінальний раунд

### Півфінали
|                 |       |                  |        |           |                          |    |            |         |
| Дата            | Час   | Місце проведення |        | Результат |                          | Ін | Тривалість | Глядачі |
| 18 березня 2006 | 12:00 | Петко Парк       | Куба   | 3:1       | Домініканська Республіка |    | 3:42       | 41268   |
| 18 березня 2006 | 19:00 | Петко Парк       | Японія | 6:0       | Південна Корея           |    | 2:40       | 42639   |

### Фінал
|                 |       |                  |        |           |      |    |            |         |
| Дата            | Час   | Місце проведення |        | Результат |      | Ін | Тривалість | Глядачі |
| 20 березня 2006 | 18:00 | Петко Парк       | Японія | 10:6      | Куба |    | 3:4        | 42696   |

## MVP і Збірна кращих гравців
Найціннішим гравцем (MVP) турніру був визнаний пітчер збірної Японії Дайсуке Мацузака.
Найкращі гравці за позиціями:
| Позиція | Гравець          |
| ------- | ---------------- |
| К       | Томоя Сатозакі   |
| 1Б      | Лі Син-йор       |
| 2Б      | Юліескі Гурріель |
| 3Б      | Адріан Белтре    |
| ШС      | Дерек Джетер     |
| АФ      | Кен Гріффі-мл.   |
| АФ      | Лі Джон-бом      |
| АФ      | Ічіро Сузукі     |
| ВХ      | Йоанді Гарлобо   |
| П       | Ядел Марті       |
| П       | Дайсуке Мацузака |
| П       | Бак Чхан-хо      |

## Оцінка турніру і спірні моменти в організації
Формат турніру було складено таким чином, що команди грали між собою неодноразово, а збірні Кореї і Японії зустрічалися тричі. На чемпіонатах світу з інших ігрових видів спорту таке неможливе. Перед півфіналом Корея виграла на турнірі шість матчів з шести (у тому числі двічі у Японії), а Японія мала дві поразки. Тим не менше завдяки перемозі у тому матчі у фінал пройшла саме збірна Японії і згодом виграла турнір. Також викликав запитання нерівний розподіл команд на групи за силою.
Матчі турніру судили арбітри з нижчих бейсбольних ліг США, оскільки організатори не змогли домовитися з спілкою арбітрів ВЛБ. У двох матчах були епізоди, де спірне рішення приносило користь збірній США.
На стадії підготовки було напружене питання з участю збірної Куби. Міністерство фінансів США спочатку заборонило участь збірної Куби через економічні санкції, які діяли у відношенні Куби з боку уряду США. Через це IBAF заявляла, що може скасувати свій дозвіл на проведення турніру. Зрештою уряд США дозволив участь збірної Куби у Світовій класиці. Вже під час самого турніру виник конфлікт щодо використання у трансляціях прапора Республіки Китай стосовно збірної Тайваню. Після протестів з боку КНР було замінено на прапор, який використовується на Олімпійських іграх для збірної Китайського Тайбею.

### Відвідуваність і ТВ-рейтинги
На думку бейсбольного оглядача журналу Sports Illustrated Тома Вердуччі перша Світова класика бейсболу «знецінила уявлення американців про сутність вищої ліги», оскільки команди, де гравців ВЛБ не було або майже не було, зіграли найуспішніше. Водночас, збірна США програла половину своїх матчів на турнірі. Також він відзначав, що Світова класика виконала своє завдання популяризувати бейсбол у світі. Крім цього, турнір був комерційно успішним (за перший тиждень об'єм продажів перевищив очікуваний організаторами на весь турнір) і мав досить високі телевізійні рейтинги. Матч першого раунду США–Канада на каналі ESPN подивилися 1,32 мільйона сімей, що стало другим найкращим рейтингом року на каналі на той момент. Загальна кількість глядачів на матчах турніру склала 737 112, а на матчі в середньому – 18900. Середня заповнюваність стадіонів – 67,1%.